# Phare du cap Oštra
Le phare du cap Oštra (en croate : Svjetionik Rt Oštra) est un feu actif sur le cap Oštra, au-dessus de la forteresse de Prevlaka, dans le Comitat de Dubrovnik-Neretva en Croatie. Le phare est exploité par Plovput , une compagnie du Gouvernement de la République de Croatie.

## Histoire
Le premier phare, mis en service en 1854, était une tour de 17 m attachée à une maison de gardien. Le phare actuel marque l'entrée des bouches de Kotor, un fjord qui s'étend jusqu'au Monténégro.
La Péninsule de Prevlaka faisait partie du Monténégro avant la Deuxième Guerre mondiale et après l'écroulement de la fédération yougoslave en 1991 elle a été revendiquée par le Monténégro. La zone a été occupée par des forces de l'ONU de 1996 à 2002. La péninsule a été rendue à la Croatie conformément à un accord prévoyant sa démilitarisation.
Le phare actuel est localisé sur le sommet du promontoire aiguisé à Prevlaka, à environ 35 km au sud-est de Dubrovnik. Il est le point le plus au sud de Croatie.

## Description
Le phare émet, à une hauteur focale de 27 m, trois éclats blancs toutes les 10 secondes. Sa portée est de 15 milles nautiques (environ 28 km).
Identifiant : ARLHS : CRO-111 ; HRV742 - Amirauté : E3620 - NGA : 14100 .

## Caractéristiques dufeu maritime
Fréquence : 10s (W-W)
- Lumière : 2 secondes
- Obscurité : 2 secondes
- Lumière : 2 secondes
- Obscurité : 4 secondes

|          |
| Le phare |

|          |
| Le phare |

### Lien connexe
- Liste des phares de Croatie